# Hubert Gorbach
Hubert Gorbach (*Frastanz 27 juli 1956) is een Oostenrijks politicus (FPÖ/BZÖ). Hij diende van 2003 tot 2007 als vicekanselier en bondsminister van Verkeer, Innovatie en Technologie in de bondsregering-Schüssel II.

## Biografie
Gorbach studeerde aan de handelsacademie en was daarna werkzaam in de textielsector. Van 1980 tot 1985 was hij bondsvoorzitter van de Ring Freiheitlicher Jugend (RFJ), de jongerenafdeling van de rechts-nationalistische Freiheitliche Partei Österreichs (FPÖ). Naast zijn functie als voorzitter van de RFJ had hij in die jaren ook zitting in het bondsbestuur van de FPÖ. Van 1992 tot 2005 was Gorbach lid van het presidium van de FPÖ. Van 1982 tot 1992 was hij plaatsvervangend voorzitter en van 1992 tot 2004 voorzitter van de FPÖ in de deelstaat Vorarlberg. Van 1985 tot 1992 maakte hij deel uit van het gemeentebestuur van zijn geboorteplaats Frastanz.
Na van 1989 tot 1993 lid te zijn geweest van de landdag van Vorarlberg, maakte Gorbach van 1993 tot 2003 deel uit van de regering van de deelstaat. Vanaf 1999 was hij plaatsvervangend gouverneur van Vorarlberg. 
Van 28 februari 2003 tot 11 januari 2007 was Gorbach vicekanselier en bondsminister van Verkeer, Innovatie en Technologie onder bondskanselier Wolfgang Schüssel. Op 5 april 2005 stapte hij uit de FPÖ en trad toe tot de door Jörg Haider opgerichte Bündnis Zukunft Österreich (BZÖ). Na zware verkiezingsnederlagen van de BZÖ bij regionale verkiezingen in Stiermarken en Wenen nam Gorbach tijdelijk het voorzitterschap van de partij op zich. 
Na de parlementsverkiezingen van 2008 kwam er een einde aan de coalitie van ÖVP en BZÖ en verliet Gorbach de politiek. Sindsdien is hij werkzaam in het bedrijfsleven. 
In 2010 liet Gorbach zich relatief lovend uit over de wijze waarop het regime van de Witrussische president Alexander Loekasjenko verkiezingen had georganiseerd. De verkiezingen verliepen volgens hem volgens "westeuropäischen Standards" - West-Europese standaarden.
In oktober 2011 verloor Gorbach zijn rijbewijs wegens rijden onder invloed.